# 브라이트 운동
브라이트 운동은 1960년대 게이운동을 본따서, 무신론자에 대한 인식을 바꾸자는 내용의 운동이다.
과거 Gay는 '즐거운'이라는 뜻의 단순한 단어였으나, 지금은 동성애자를 지칭할 때 쓰이는 말이 되었다.
이렇게 되기까지는 Gay라는 긍정적인 느낌의 단어를 동성애자를 지칭하는데 쓰이고자 노력한 운동이 있었기 때문이다.
따라서 브라이트 운동은 '밝은, 현명한'이라는 뜻을 가진 Bright가 무신론자를 지칭할 수 있게 만들자는 내용의 운동이다.
그러나 무신론자 그룹을 브라이트로 부르자는 운동은 일면 오만하고 독선적으로 비춰질 가능성이 있다.
자신들을 Bright(밝은, 현명한)라고 부르는 것은 반대 진영인 유신론자가 어둡거나 어리석다는 뜻으로 받아들여질 수 있고, 이는 유신론자 그룹을 모욕하거나 혐오한다는 인식을 심어줄 수 있다.